# The Return of Swamp Thing
The Return of Swamp Thing (bra: A Volta do Monstro do Pântano) é um filme de super-herói americano de 1989 baseado no personagem de mesmo nome da DC Comics. Dirigido por Jim Wynorski, é uma sequência do filme de 1982 Swamp Thing, tendo um tom mais leve que seu antecessor. O filme tem uma montagem de título principal que consiste em capas de quadrinhos definidas como "Born on the Bayou" do Creedence Clearwater Revival, e apresenta Dick Durock e Louis Jourdan reprisando seus papéis como Swamp Thing e Anton Arcane respectivamente, junto com Sarah Douglas e Heather Locklear.

## Elenco
- Louis Jourdan como Anton Arcane
- Heather Locklear como Abby Arcane
- Sarah Douglas como Dra. Lana Zurrell
- Dick Durock como Alec Holland / Swamp Thing
- Ace Mask como Dr. Rochelle
- Monique Gabrielle como Miss Poinsétia
- Daniel Emery Taylor como Darryl
- Joey Sagal como Gunn
- RonReaco Lee como Omar
- Frank Welker como a voz de Gigi the Parrot, e efeitos vocais de criaturas

## Produção
Em uma entrevista de 2018, o diretor Jim Wynorski lembrou que queria que Louis Jourdan se referisse à personagem Miss Poinsettia como "Points". Jourdan recusou porque sabia que o apelido da personagem era uma insinuação sexual referente aos seus seios. Wynorski então perguntou a Jourdan: "Você não participou de um filme chamado Octopussy?" Jourdan se recusou a falar com Wynorski durante grande parte das filmagens posteriores.
Em 2008, Dick Durock disse ao Bullz-Eye.com que o traje dificultou as filmagens: "Eu odiei a ideia de ter que passar por toda essa coisa de usar 50, 60, 70 libras de peso no verão em Savannah, Geórgia, mas o dinheiro estava lá e é um trabalho".
De acordo com a BPA, Locklear teve dificuldade em trabalhar com o cara que interpretou o Monstro do Pântano em sua forma humana: "O modelo estava cheio de si e realmente irritou Heather. Assim que a cena do modelo foi concluída, ele foi convidado a deixar o set".

## Liberar

### Mídia doméstica
A RCA/Columbia Pictures Home Video lançou o filme em 1989 em VHS.
O filme foi lançado em DVD pela Image Entertainment, com comentários de Wynorski que sugere que parte do humor do filme não foi tão intencional quanto parece e que Wynorski tinha certo desprezo pelo material. O DVD também inclui dois anúncios de serviço público ambiental para televisão gravados com o personagem Durock e as duas crianças apresentadas no filme. Os PSAs foram ao ar em determinados mercados em 1989.
A Warner Bros. relançou o filme em abril de 2008 em DVD. Uma edição em Blu-ray foi lançada pela gravadora britânica Screenbound Pictures em maio de 2017.
O MVD Entertainment Group lançou o filme em pacote combo Blu-ray/DVD em 8 de maio de 2018, como parte de sua linha MVD Rewind Collection. Os extras do DVD foram transferidos junto com uma nova faixa de comentários e entrevistas com Jim Wynorski, o compositor Chuck Cirino e o editor Leslie Rosenthal, uma entrevista com o executivo da Lightyear Entertainment Arnie Holland, além de uma transferência remasterizada em 2K HD.
Uma edição Ultra HD Blu-ray do filme foi lançada em 7 de fevereiro de 2023.

## Recepção

### Resposta crítica
Em outubro de 2020, no site de agregação de críticas Rotten Tomatoes, o filme teve um índice de aprovação de 44% com base em 9 críticas, com uma classificação média de 3,92/10.
Vincent Canby, do The New York Times, fez uma crítica negativa, proclamando que o filme "é destinado a pessoas que perderam o Swamp Thing de 1982 e não querem se dar ao trabalho de alugar o videocassete". Ele acrescentou que "significa ser mais engraçado do que nunca" e "contém cenas de violência, a maioria das quais são tão pouco convincentes que são menos assustadoras do que uma história em quadrinhos comum".
Um escritor da Time Out fez uma crítica um tanto neutra, afirmando que "Wynorski é versado em blefar duas vezes com seu público, negando-lhes a chance de recusar efeitos especiais terríveis, insinuando que a inépcia é deliberada. Ele opta por risadas nostálgicas baratas. e cenário de ficção científica do acampamento dos anos 50; dependendo se você achar isso engraçado, você sorrirá com conhecimento de causa ou suspirará de descrença". Outra crítica positiva foi de Roger Ebert. Ele deu um "polegar para cima" ao filme quando Gene Siskel não o fez no programa de entrevista Siskel & Ebert & the Movies. Cinapse também deu uma crítica positiva como "The Return of Swamp Thing é uma aventura de ação bem-humorada e estranhamente doce que nada mais quer do que entretê-lo com sua peculiaridade do início ao fim".
Antes de sua morte, um ano depois, Dick Durock disse em uma entrevista de 2008 que "eles tentaram em Return of Swamp Thing torná-lo cômico, exagerado, e é difícil fazer isso funcionar. Acho que [para a série de TV] eles meio que deram aceitei essa ideia e voltei ao lado mais sombrio do personagem conforme ele foi escrito na história em quadrinhos".
Kathleen Norris publicou um poema referente a este filme ("Return of Swamp Thing") em seu livro Journey: New and Selected Poems 1969-1999 (2001).
DVD Talk avaliou o filme com 4 estrelas de 5 estrelas como "Altamente Recomendado".

### Elogios
Heather Locklear ganhou o Prêmio Razzie de Pior Atriz por sua atuação no filme.

## Outras mídias

### Novelização
Peter David escreveu uma novelização do filme. Decepcionado com o roteiro, David reescreveu grandes partes da história. Para sua surpresa, os produtores gostaram das mudanças e permitiram que o livro fosse impresso como está.